# Symbister Ness

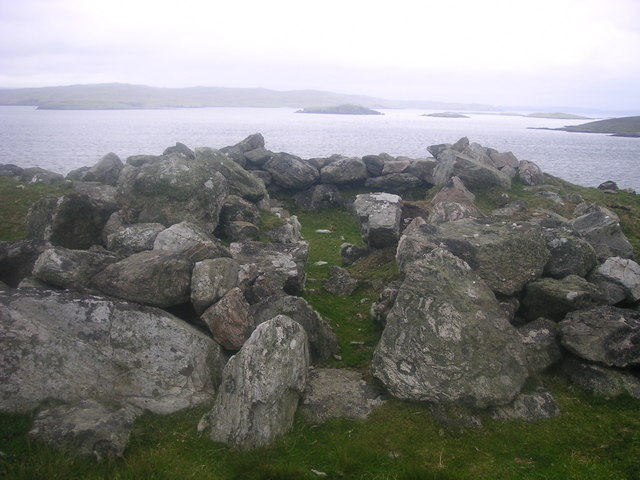
Chambered Cairn

Symbister Ness ist eine Landzunge, die sich südlich und westlich von Symbister, dem Hauptort der zu den schottischen Shetlands zählenden Insel Whalsay erstreckt. Im Norden markiert sie das südliche Ende des Linga Sound, einer Wasserstraße, die Whalsay von der Insel West Linga trennt, im Westen und Süden verlaufen deren Übergang in den Dury Voe und in die offene Nordsee. Im Südosten wird Symbister Ness von einem See (Loch), dem Loch of Sandwick, begrenzt. Höchster Punkt ist der 31 Meter hohe Ward of Symbister Ness, auf dessen Gipfel sich die Reste eines Cairns aus dem Neolithikum befinden.